# Leucaloa engraphica
Leucaloa engraphica là một loài bướm đêm thuộc phân họ Arctiinae, họ Erebidae.